# Tang Sheng
Tang Sheng (chinesisch 唐盛; * 28. Januar 2000 in Nantong) ist ein chinesischer Tennisspieler.

## Karriere
Tang spielte von 2015 bis 2018 auf der ITF Junior Tour und konnte dabei lediglich im Doppel einen Titel bei einem unterklassigen Turnier gewinnen. Seine beste Platzierung in der Junioren-Rangliste war Rang 379.
Sein erstes Profiturnier absolvierte Tang 2016, er trat aber erst ab 2022 regelmäßig an, vor allem auf der drittklassigen ITF Future Tour. Im Juli 2023 erreichte er erstmals das Halbfinale eines Future-Turniers. Bei seinem Debüt auf der ATP Challenger Tour in Zhangjiagang besiegte er Jahor Herassimau, die Nummer 257 der Welt, bevor er in der zweiten Runde gegen seinen Landsmann Sun Fajing ausschied. Im Doppel war Tang von Beginn an erfolgreicher: 2023 gewann er seinen ersten Future-Titel, gefolgt von zwei weiteren Titeln im Jahr 2024.
Im September 2024 erhielt Tang eine Wildcard für die Chengdu Open und feierte dort sein Debüt auf der ATP Tour. An der Seite von Mo Yecong gewann er das Auftaktmatch gegen die Simbabwer Benjamin und Courtney John Lock, bevor sie im Achtelfinale gegen Ivan Dodig und Rafael Matos ausschieden. Im November 2024 erreichte Tang seine bisherigen Karrierebestwerte in der Weltrangliste – Rang 861 im Einzel und Rang 420 im Doppel.